# Leptorhethum papaveroi
Leptorhethum papaveroi är en tvåvingeart som beskrevs av Milward de Azevedo 1986. Leptorhethum papaveroi ingår i släktet Leptorhethum och familjen styltflugor. Inga underarter finns listade i Catalogue of Life.